# Adoxa
Adoxa ist eine Gattung in der Familie der Moschuskrautgewächse (Adoxaceae). Die drei bis vier Arten sind in den gemäßigten Zonen der Nordhalbkugel verbreitet.

## Beschreibung

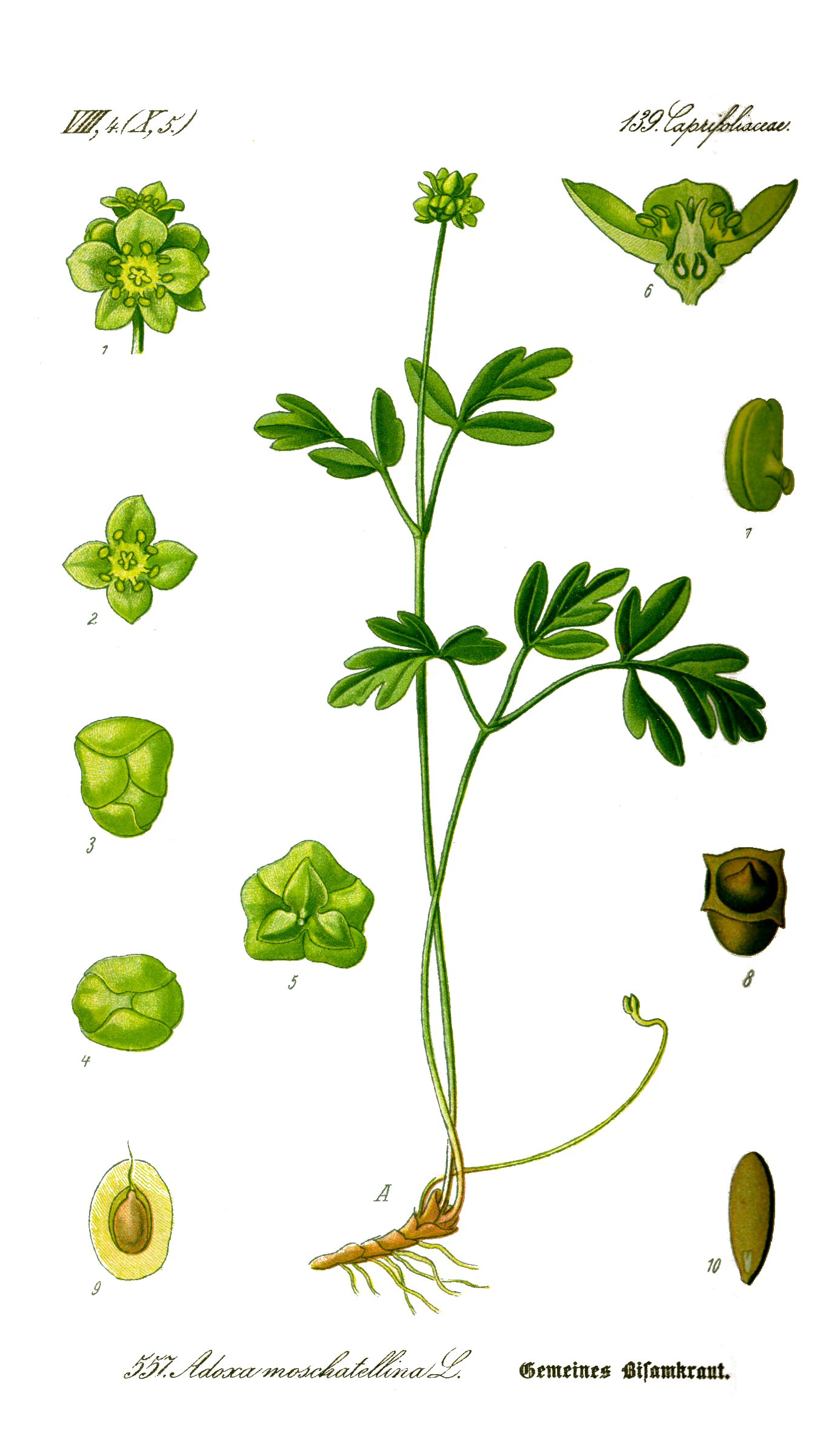
Illustration des Moschuskraut (Adoxa moschatellina)

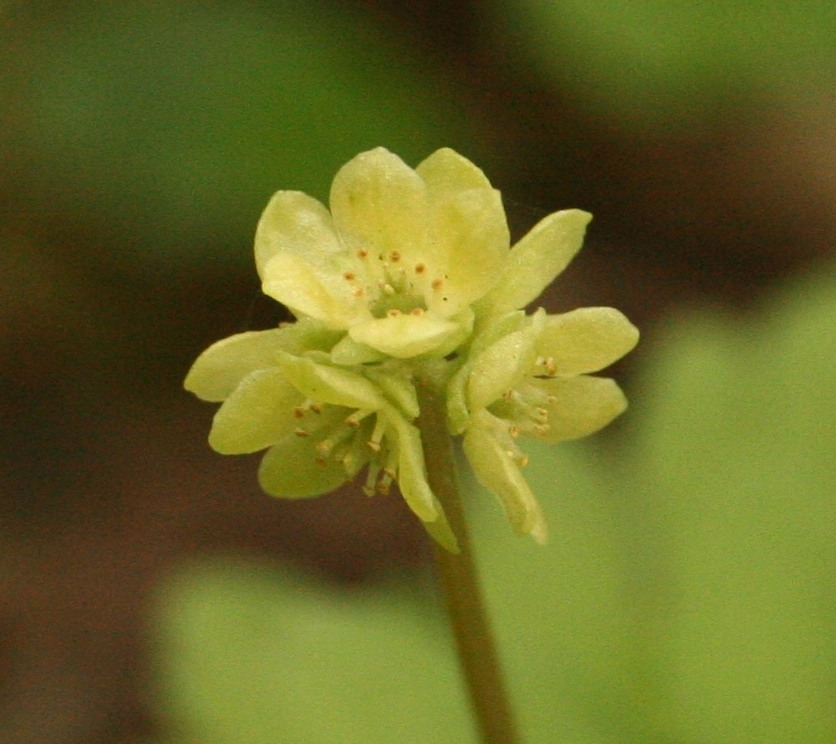
Blütenstand von Moschuskraut (Adoxa moschatellina)

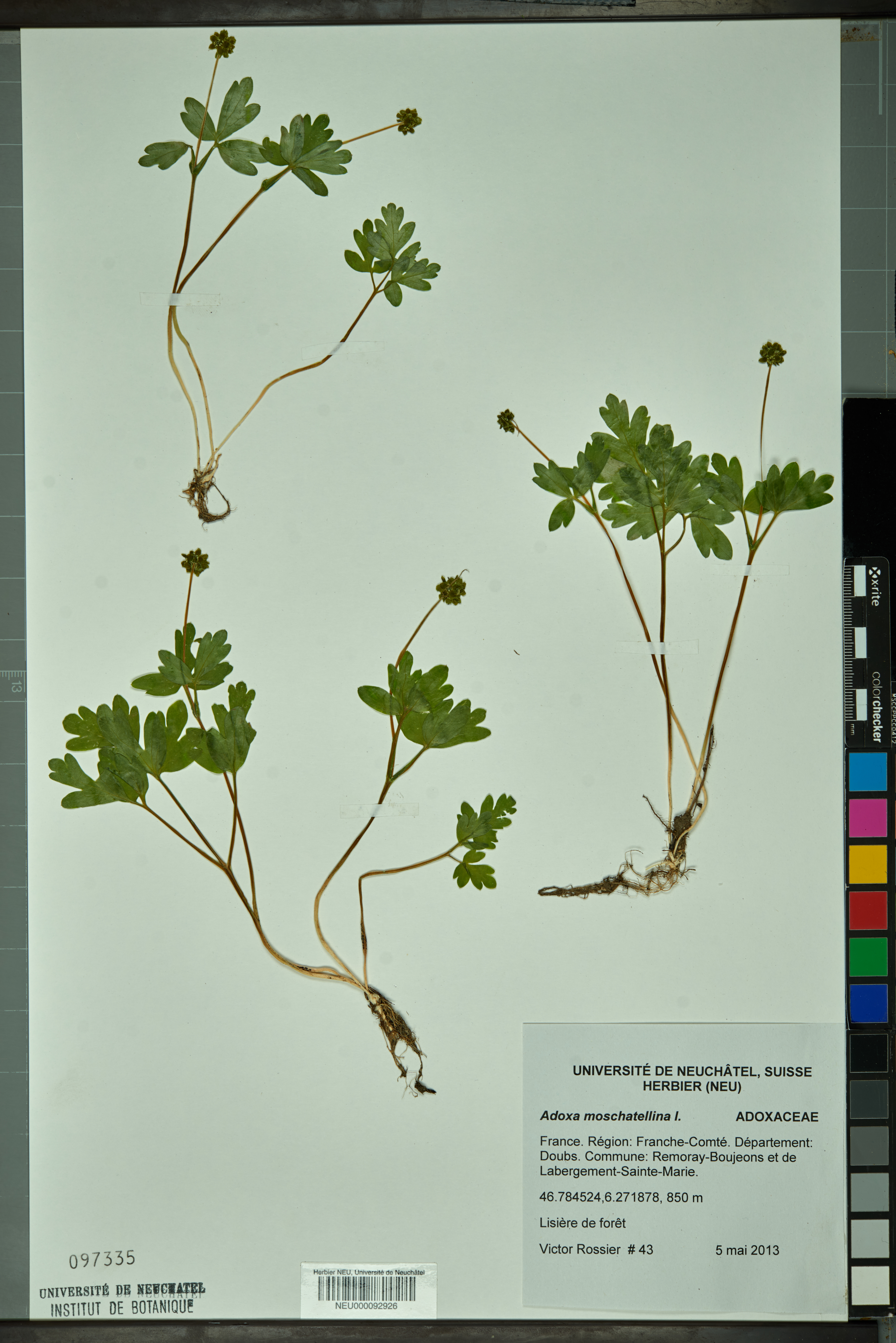
Herbarbeleg des Moschuskraut (Adoxa moschatellina)

### Erscheinungsbild und Laubblatt
Die Adoxa-Arten sind ausdauernde krautige Pflanzen mit ein bis zwei kahlen Stängeln. Es werden kriechende und fadenförmige Rhizome mit endständigen weißen Knollen als Überdauerungsorgane gebildet.
Die Laubblätter sind gestielt. Es gibt ein bis drei Grundblätter und zwei gegenständig und selten wechselständig angeordnete Stängelblätter. Die Blattspreiten sind ein- bis zweifach dreizählig gefiedert; die Endabschnitte sind dreilappig. Nebenblätter sind nicht vorhanden.

### Blütenstand, Blüte und Frucht
Die Blüten stehen in endständigen, meist köpfchenförmig dichten, selten traubenähnlich verlängerten, zymösen Blütenständen.
Die sitzenden Blüten sind vier- oder fünfzählig, radiärsymmetrisch sowie zwittrig. Der hellgrüne Kelch ist schwach becherförmig und besitzt bei den endständigen Blüten zwei, bei den seitlichen Blüten dagegen drei Kelchzipfel. Die jeweils vier oder fünf hell- bis gelblichgrünen Kronblätter bilden gegeneinander in einem Winkel von 90 Grad stehende, radförmige Blütenkronen mit kurzer Kronröhre. Die endständigen Blüten besitzen drei bis sechs und die seitlichen Blüten vier bis sechs Kronlappen. Die Kronlappen sind an den Innenseiten mit papillösen Auswüchsen bedeckt.
Nur der äußere Staubblattkreis enthält vier oder fünf fruchtbare Staubblätter. Die an der Kronröhre inserierten Staubfäden sind halb bis ganz gespalten. Die schildförmig nach außen gebogenen Staubbeutel besitzen nur eine Theka und öffnen sich in einem Längsschlitz. Der innere Staubblattkreis ist auf drüsige Auswüchse reduziert. Die vier oder fünf Fruchtblätter sind zu einem unterständigen bis halbunterständigen, vier- oder fünfkammerigen Fruchtknoten verwachsen. Es sind vier oder fünf an der Basis verbundene Griffel vorhanden. Die Narben sind kopfig.
Die beerenartigen, fast kugeligen Steinfrüchte sind fleischig und teilweise im ausdauernden Kelch eingeschlossen.

### Chromosomenzahl
Die Chromosomengrundzahl beträgt x = 9; es wurden tetraploide, hexaploide und dodekaploide Pflanzen mit Chromosomenzahlen von 2n = 36, 54 und 108 gefunden.

## Systematik und Verbreitung
Die Gattung Adoxa wurde 1753 von Carl von Linné in Species Plantarum erstveröffentlicht. Synonyme für Adoxa L. sind Moscatella Adans., Moschatellina Mill. und Tetradoxa C.Y.Wu.
Die Art Adoxa moschatellina ist in den gemäßigten Zonen der Nordhalbkugel weit verbreitet. Zwei Arten kommen nur in den Gebirgen Chinas vor.
Die Gattung Adoxa enthält drei oder vier Arten:
- Moschuskraut (Adoxa moschatellina L., Syn.: Adoxa inodora (Falc. ex C.B.Clarke) Nepomn., Adoxa moschatellina var. inodora Falc. ex C.B.Clarke): Sie ist in Eurasien und Nordamerika weit verbreitet.
- Adoxa omeiensis H.Hara (Syn. Tetradoxa omeiensis (H.Hara) C.Y.Wu): Es ist ein Endemit, der nur in der südwestchinesischen Provinz Sichuan an feuchten Standorten in Wäldern oder manchmal an Felsen in Höhenlagen von etwa 2300 Metern gedeiht.
- Adoxa xizangensis G.Yao: Es wächst auf steinigen oder felsigen Böden über Kalkstein, Wäldern, Waldrändern, Wiesen und schattigen Hängen in Höhenlagen zwischen 3400 und 3900 Metern in den südwestchinesischen Provinzen Sichuan und Yunnan sowie im Autonomen Gebiet Tibet.